# Jeffersonville (Nowy Jork)
Jeffersonville – wieś w Stanach Zjednoczonych, w stanie Nowy Jork, w hrabstwie Sullivan.